# Paul Borremans
Paul Borremans (* 25. Januar 1931 in Zandbergen, Provinz Ostflandern; † 17. September 1989 in Geraardsbergen) war ein belgischer Radrennfahrer.
Borremans war von 1954 bis 1964 Radprofi. Sein größter Karriereerfolg war im Jahr 1958 der Sieg beim Eintagesrennen GP Briek Schotte.
Der GP Paul Borremans ist nach ihm benannt.

## Erfolge
1954
- GP Briek Schotte

1958
- GP Briek Schotte